# Padbury, Western Australia
Padbury är en del av en befolkad plats i Australien. Den ligger i kommunen Joondalup och delstaten Western Australia, omkring 18 kilometer nordväst om delstatshuvudstaden Perth. Antalet invånare är 8 113.
Runt Padbury är det mycket tätbefolkat, med 1 463 invånare per kvadratkilometer.. Närmaste större samhälle är Perth, omkring 18 kilometer sydost om Padbury. 
Runt Padbury är det i huvudsak tätbebyggt. Genomsnittlig årsnederbörd är 820 millimeter. Den regnigaste månaden är juli, med i genomsnitt 142 mm nederbörd, och den torraste är januari, med 11 mm nederbörd.